# 三井住友トラスト・キャピタル
トラスト・キャピタル株式会社（トラストキャピタル、英：Trust Capital Co.,Ltd.）は、香港を地盤とするEverglory Group Limited (Everglory)と三井住友トラスト・ホールディングスの合弁による、ベンチャーキャピタルおよびプライベートエクイティ投資会社。

## 沿革
- 2000年3月 - 三井信託銀行株式会社の完全子会社・三信キャピタル株式会社として設立。
- 2000年10月 - 親会社の合併のため、中央三井キャピタル株式会社（CMC）に商号変更。
- 2007年10月 - 持株会社化のため、中央三井トラスト・ホールディングス株式会社の直接の子会社となる。
- 2012年4月 - 親会社の経営統合（中央三井トラストの社名が三井住友トラスト・ホールディングスに改称）のため、三井住友トラスト・キャピタル株式会社に商号変更。
- 2015年8月 - Everglory Group Limited (Everglory)からの出資受け入れにともない、トラスト・キャピタル株式会社に商号変更。

## 投資先
- 株式会社すかいらーく
- SFPダイニング株式会社
- 株式会社成城石井
- 三洋電機ロジスティクス株式会社
- コバレントマテリアル株式会社
- 株式会社プリマジェスト
- 株式会社コメダ
- 株式会社アムリード
- 1stホールディングス株式会社
- 株式会社ワールド
- 株式会社ザイマックス
- 株式会社東急ハンズ
- 株式会社豆蔵ホールディングス
- 株式会社ハートウェル
- 株式会社ジーモード
- そーせいグループ株式会社